# 3577 Путілін
3577 Путілін (3577 Putilin) — астероїд головного поясу, відкритий 7 жовтня 1969 року.
Тіссеранів параметр щодо Юпітера — 3,023.